# Oldenburgi

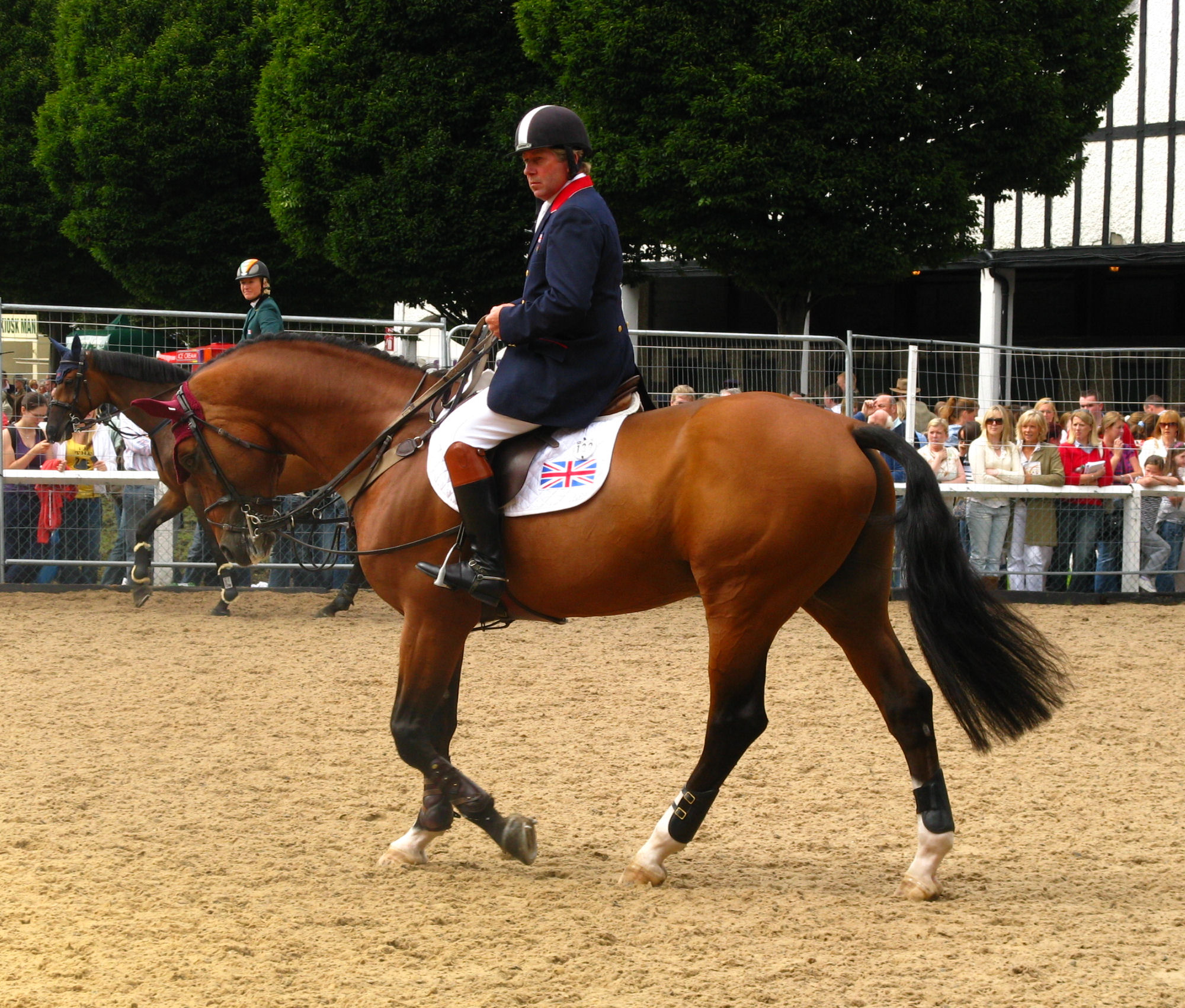
Sportlóként

Az oldenburgi eredetileg mezőgazdasági munkára alkalmas fogatló volt Németországban. Mára már az ország egész területén elterjedt, a második világháború után kialakult génszerkezettel és küllemmel tenyésztik. Az 1960-as években a munkalovak iránti igény csökkenése következtében tenyészirányváltás történt. A cél egy nagy sportteljesítményre képes, könnyen lovagolható fajta létrehozása volt. Tenyésztőszervezete a Verband der Züchter des Oldenburger Pferdes e.V.

## Története
A fajta tenyésztése a 17. században indult Anton Günter hercegnek köszönhetően, mivel számos országból vásárolt  hidegvérű és a melegvérű közötti átmenetet képviselő sodrott jellegű fríz lovakat. Tenyésztésében szerepet játszott a 18. században az angol félvér, angol telivér és Cleveland Bay. Később még norman lovakkal csiszoltak a fajtán. Négy mén vérvonala stabilizálódott: Agamemnon, Graf Vedel, Emigrant és Norman-Rubico. A fajta virágkorát a két világháború között élte. A mai Oldenburgi Lovat Tenyésztők Szövetsége 1923-ban alakult meg. Az 1920-as évekre az Oldenburgi már univerzális lóvá fejlődött.

## Jellemzői
Az eredeti nehéz csontozatú, jól ívelt bordázatú, korrekt lábállású ló, mára nemesebb küllemmel rendelkezik, az angol telivér és anglo-arab mének befolyása következtében. A feje nemes, nyaka hosszú, magas jól ívelt. A háta kissé előremélyedt és rugalmas. Törzse közepesen hosszú és jól izmolt, enyhén csapott fara van. Végtagjai szabályosak fejlett ízületekkel. Csánkja erős, patái nagyok épek. 
Testsúlya 500–550 kg között mozog, marmagassága 160–167 cm között van, övmérete 185–200 cm, szárkörmérete 21–22 cm. Színe sötét gesztenyepej, pej.